# Allan Woodman
Allan Charles "Huck" Woodman  (Winnipeg, 11 maart 1899 - Winnipeg, 17 maart 1963) was een Canadese ijshockeyspeler. Woodman mocht met zijn ploeg de Winnipeg Falcons Canada vertegenwoordigen op de Olympische Zomerspelen 1920. Woodman trof tijdens deze spelen eenmaal doel in twee wedstrijden, Woodman won samen met zijn ploeggenoten de gouden medaille.